# Edward Scicluna
Edward Scicluna (ur. 12 października 1946 w Naxxarze) – maltański polityk i ekonomista, nauczyciel akademicki, od 2009 do 2013 poseł do Parlamentu Europejskiego, w latach 2013–2020 minister.

## Życiorys
Absolwent ekonomii na Uniwersytecie Maltańskim (BA), studiował następnie ekonomię i nauki polityczne na Uniwersytecie Oksfordzkim, uzyskał magisterium (MA) i doktorat (PhD) w zakresie ekonomii na University of Toronto. Od 1980 pozostaje pracownikiem naukowym Uniwersytetu Maltańskiego, był profesorem i dziekanem Wydziału Ekonomii na tej uczelni. Współpracował z różnymi instytucjami administracji rządowej i europejskiej, a także finansowymi. Był członkiem krajowej komisji wyborczej, dyrektorem w zarządzie maltańskiego banku centralnego, przewodniczącym organów kontroli finansowej, ekspertem Komisji Europejskiej ds. euro.
W wyborach w 2009 uzyskał mandat deputowanego do Parlamentu Europejskiego VII kadencji z listy Partii Pracy. Został członkiem grupy Postępowego Sojuszu Socjalistów i Demokratów, a także wiceprzewodniczącym Komisji Gospodarczej i Monetarnej.
W wyborach w 2013 uzyskał mandat posła do Izby Reprezentantów, w konsekwencji odchodząc z PE. 13 marca 2013 objął urząd ministra finansów w gabinecie Josepha Muscata. W 2017 wybrany na kolejną kadencję parlamentu, pozostał na stanowisku ministra finansów w utworzonym w czerwcu tegoż roku drugim rządzie Josepha Muscata. Utrzymał tę funkcję również w styczniu 2020, gdy na czele gabinetu stanął Robert Abela.
Z rządu odszedł w listopadzie 2020. Otrzymał natomiast nominację na prezesa maltańskiego banku centralnego (od stycznia 2021).